# Érythrokératodermie variable de Mendès da Costa
L'érythrokératodermie variable de Mendès da Costa est une forme rare d'érythrodermie héréditaire.
Elle est transmise sur un mode autosomique dominant par un gène d'expression variable (bande 1p34-p35). Ce gène coderait la synthèse de protéines de jonction intercellulaires.

Le premier cas a été décrit en Hollande en 1907 par Wenniger et la première description clinique complète a été effectuée par Mendès da Costa en 1925; il nomme l'affection erythrokeratodermia variabilis.
Cette affection touche indifféremment toutes les races et atteint les deux sexes.

## Clinique
L'affection débute dès la naissance (50 % des cas) ou au cours de la première année de la vie (90 % des cas) .

On note deux signes associés :
- une hyperkératose,
- et un érythème variable dans le temps et dans sa localisation.

Au début de la maladie, l'érythème est au premier plan. Ce sont des éléments figurés qui sont variables dans le temps et qui touchent n'importe quelle zone de la peau. Il est souvent bien délimité (aspect circiné), entouré d'un halo blanchâtre, mais les lésions peuvent être confluentes. Les lésions apparaissent en pleine peau saine ou sur des zones déjà hyperkératosiques. Cet érythème ne peut persister que quelques minutes, mais peut durer plusieurs jours. Il est souvent précédé d'une sensation de brûlure locale. Cet érythème tend à s'amenuiser au fur et à mesure des années.
Progressivement s'installe une hyperkératose soit généralisée, soit au niveau du tronc et des extrémités; ces lésions hyperkératosiques peuvent persister des mois et des années mais leur coloration varie dans le temps, passant de la teinte jaune clair au brun ou inversement. Cette hyperkératose s'accompagne soit d'une desquamation fine, soit d'un véritable épluchage en plaques.

Les plaques d'hyperkératose sont souvent symétriques, préférentiellement au niveau des membres, des fesses ou du tronc, en respectant le visage, le cuir chevelu et les plis. Chez la moitié des patients, il existe une hyperkératose palmo-plantaire.
Ces deux aspects de la maladie peuvent évoluer en parallèle ou indépendamment l'un de l'autre.

On note une évolution par poussées parfois déclenchées par l'effort, les changements de température, le froid, les irritations mécaniques et éventuellement l'exposition au soleil.

## Évolution
L'affection est généralement évolutive dans l'enfance, se stabilise après la puberté et souvent régresse insensiblement au cours de l'évolution de la vie.
C'est une affection rare (environ 200 cas connus) qui ne touche que le revêtement cutané (aucun autre organe n'est atteint), et sans retentissement sur l'espérance de vie.
Comme toute maladie chronique de la peau, elle peut avoir un retentissement psychologique et social important chez les patients qui en souffrent. Ces patients sont le plus souvent intolérants à la chaleur.